# Limenitis advena
Limenitis advena är en fjärilsart som beskrevs av Ellsworth 1918. Limenitis advena ingår i släktet Limenitis och familjen praktfjärilar. Inga underarter finns listade i Catalogue of Life.